# Мариус Тука
Мариус Тука (на румънски: Marius Tucă), е румънски журналист, анализатор, модератор и бизнесмен.

## Кариера
През 1997 г. Мариус Тука стартира токшоуто "Среднощни милионери" (на румънски: Milionarii de la miezul nopții). След 1998 г. той променя името на шоуто на "Шоуто на Мариус Тука" (на румънски: Marius Tucă Show). Предаването слиза от ефир около президентските избори през 2004 г. Завръща се през 2007 г. с темата "Елодия", за няколко издания, след което предаването затваря завинаги. От 1 септември шоуто се завръща отново в друг телевизионен канал.

## Външни връзки
- Официален сайт